# Цугаев, Салман Сапарбекович
Салман Сапарбекович Цугаев (чеч. Цуги Сапарбекан Салман; 1 января 1933, Танги-чу, Северо-Кавказский край — 29 декабря 2005, Назрань, Ингушетия) — первый чеченский детский композитор, автор первого сборника песен для детей «Берийн бешахь зевне аьзнаш» («Звонкие голоса»), один из первых чеченцев, владевших нотной грамотой, баянист, учитель, хормейстер.
Наиболее популярные песни: «Суьйре ю тIейогIуш вайна» (сл. Дикаева М.), «Со мамел хьалха хьалгIоттар ю»

## Биография

### 1933—1944 / Танги-чу
Цугаев Салман Сапарбекович родился 1 января 1933 года в селе Танги-Чу, куда родители Салмана Сапарбек и Несирт перебрались из Урус-Мартана. В Танги-чу у Цугаевых был участок необработанной земли на берегу реки Танги. Сапарбек имел много умений и талантов, обладал недюжинной силой, и очень скоро семья обзавелась добротным домом и хозяйством — с садом, огородом, домашними животными и птицей, с водяной мельницей, кузницей, плотницкой и столярной мастерскими. Несирт тоже была большой труженицей, она во всем помогала мужу. Детей у Цугаевых было трое: Супьян, Салман и младший Сулейман, который умер в младенчестве. Сыновья, имея перед глазами пример своих родителей, росли трудолюбивыми и целеустремленными. Они отличались хорошими результатами в общеобразовательной школе и проявляли усердие в домашнем обучении — отец, будучи человеком глубоко верующим и грамотным, занимался с ними и с сельскими детьми изучением Корана (впоследствии Сапарбек стал кадием в с. Танги-Чу). От родителей Супьяну и Салману передалась и любовь к музыке: мать умела играть на «кехат-пондаре» (разновидность гармоники), а отец в редкие минуты отдыха играл на «Ӏад хьокху пондаре» (старинный чеченский струнно-смычковый инструмент) и на дечиг пондаре (трёххорный щипковый инструмент).

### 1944—1957 / Депортация. Семипалатинск
В 1944 году чеченцы и ингуши были высланы в Казахстан и Киргизию. В депортации семья Цугаевых обосновалась в городе Семипалатинск Казахской АССР. Сапарбек, владевший кузнечным и плотницким ремеслами, был востребованным специалистом в любом хозяйстве. Несирт и 13-летний Супьян тоже устроились на работу на мясоконсервный комбинат в городе Семипалатинске. Следуя примеру своего старшего брата, достигнув 13-летнего возраста, пошел работать и Салман. Сначала на мясоконсервный комбинат, а затем на Семипалатинский метизно-фурнитурный завод.
В 1952 году в г. Лениногорск Восточно-Казахстанской области, окончив курсы ФЗО, получил профессию забойщика, работал на шахте. В тот период он увлекается боксом, шахматами. Но главным его увлечением всегда была музыка. Гармошку матери и дечиг пондар отца он давно освоил, теперь Салман мечтал освоить модный в то время баян. В свободное время он ходит на городские танцплощадки, где учится играть на баяне, подменяя уставших баянистов.
В том же году Салман, вступившись за земляка в уличной драке, попадает в тюрьму. Но даже в трудных условиях заключения, работая вдвое перевыполняя план, он находит время для музыки. Здесь он руководит тюремным оркестром.
В 1954 году Салман досрочно освобождается. На курсах Отдела учебных заведений и подготовки кадров получает квалификацию «каменщик», работает по специальности. Вскоре он оканчивает автошколу и устраивается работать шофером.
В 1955 году в Семипалатинске открылось музыкальное училище. В том же году старший брат Салмана Супьян поступил в это училище на отделение народных инструментов по классу «баян». По совету Супьяна Салман тоже готовится поступать в это училище. Днем он работает, а вечерами учит нотную грамоту по учебникам брата.

### 1957—1959 / Возвращение домой. Грозный
9 января 1957 года вышел Указ о восстановлении ЧИАССР. Семья Цугаевых вернулась на родину. Некоторое время Салман жил в Грозном и работал шофером на грузовике.

### 1959−1972 / Урус-Мартан
В 1959 году он переехал в Урус-Мартан. С тех пор и его учёба, и его профессиональная деятельность были связаны исключительно с музыкой.
30 ноября 1959 года в Урус-Мартане открылась Детская музыкальная школа, и Салман стал её первым директором.
Он работал как учитель пения и руководитель хора в Урус-Мартановских средних школах № 1, 2, 7, а также в школе-интернате № 16 для девочек-горянок.
Кроме того, Салман был художественным руководителем Урус-Мартановского РДК, где организовал оркестр стариков-балалаечников и детский хор. Он сам писал музыку для них и сочинял песни.
Салман также регулярно посещал села Урус-Мартановского района, где помогал организовывать и совершенствовать работу самодеятельных художественных коллективов. В одной из таких поездок он встретил свою будущую жену Джукалаеву Совдат — учительницу Алхазуровской восьмилетней школы, участницу художественной самодеятельности. В 1961 году они поженились.
В 1963 году Салман окончил Московский заочный университет искусств им. Н. К. Крупской (курс элементарной теории музыки музыкального факультета).
В 1971 году окончил Чечено-Ингушское музыкальное училище по специальности хоровое дирижирование, присвоена квалификация «дирижер хора, учитель пения в общеобразовательной школе, преподаватель сольфеджио в музыкальной школе».

### 1972 − 1978 / Грозный
В 1972 году Салман с семьей переезжает в Грозный. Он устраивается на работу в Республиканский театр кукол заведующим музыкальной частью. Им написаны песни и музыка ко всем спектаклям, поставленным не сцене Чечено-Ингушского Республиканского театра кукол в период с 1972 по 1978 годы.

### 1978—1993 / Танги-чу
В 1978 году Цугаевы уезжают жить в Танги-чу к родителям. Салман идет работать в Тангинскую среднюю школу учителем пения. И здесь он создает хор. Хор Тангинской средней школы активно участвует в районных и республиканских конкурсах и смотрах, неоднократно награждается почетными грамотами.
Выйдя на заслуженный отдых в 1993 году, Салман был полон планов, но им не суждено было реализоваться из-за нестабильной обстановки после развала СССР и последовавшими за этим трагическими событиями на территории Чеченской Республики. Тем не менее в 1998 году, между двумя чеченскими войнами, Салману удается в частной типографии в Грозном издать сборник своих детских песен «Берийн бешахь зевне аьзнаш» («Звонкие голоса»), предназначенных для самых маленьких.
Последние годы Салман жил в Ингушетии.
Похоронен в Танги-Чу.

### Семья
Отец — Цугаев Сапарбек, кадий села Танги-чу (начало 60-х — 1993 гг.).
Мать — Лумаханова Несирт.
Брат — Цугаев Супьян Сапарбекович, композитор, заслуженный деятель искусств ЧИАССР.
6 племянников.
Жена — Джукалаева Совдат Махмудовна, учительница русского языка и литературы.
5 детей, 12 внуков, 2 правнуков.

## Творческое наследие
Творческое наследие композитора включает в себя, помимо детских песен (в том числе песен и музыки к кукольным спектаклям), — танцевальную музыку, мелодии, вальсы, гимн, лирические, героические и шуточные песни.
Обладая поэтическим даром и глубоким знанием чеченского языка, Салман сам писал тексты к своим песням. Но были и исключения, когда он обращался к творчеству других авторов: Сулейманова Ахмада, («Машаран кхокха»), Арсанукаева Шайхи («Лаьа суна»), Дикаева Магомеда («Суьйре ю тӀейогӀуш вайна»).
По мнению слушателей, сочинения Цугаева Салмана носят ярко выраженный национальный характер и используются в новых творческих проектах, направленных на популяризацию чеченской культуры (например, мультфильм «Дади берзлой»).
Для детей Салман писал не только песни, но также сказки, рассказы, стихи и скороговорки. Некоторые из них были опубликованы, например, скороговорка «Жоьра Бабийна ловзар» («Вечеринка Жоьра Бабы»), сказка в стихах «Тамашийна беш» («Чудесный сад»).
Также в архиве семьи Цугаевых хранится уникальный рукописный документ — дневник чеченской группы, который Салман вел во время гастролей чеченской группы Чечено-Ингушского театра кукол по Ставропольскому краю в 1975 году.

## Песни

### Песни для самых маленьких
- «Машаран кхокха» (дешнаш Сулейманов Ахьмадан).
- «Маршада Керла Шо»
- «Керла Шо».
- «Жима хьаша».
- «Къайлабоккхуш бай».
- «Вайна салаз кӀордош яц».
- «Физзарядка».
- «Сан жима говр ю».
- «Дукхаезачу Бабийна».
- «Со мамел хьалха хьалгӀоттар ю».
- «Ахьа гӀо дехьа, Деца».
- «Сан сакъерало».
- «Лап-лип».
- «Аганан узам».

### Песни для детского хора
- «ЧӀегӀардиг».
- «Ахьа ца аьллехь».
- «Отчизна моя».
- «Мехкан деза де».

### Песни для взрослых исполнителей
- «Генара безам».
- «Дошлой».
- «Екаш ю эшарш».
- «Суьйре ю тӀейогӀуш вайна» (дешнаш Дикаев М.) — исп. Шамилева Жансари
- «Лаьа суна» (дешнаш Арсанукаев Ш.).
- «Маршалла ду хьога, Нана».
- «Лаьмнийн баххьашка вуьйлуш».
- «Ирс хета суна».
- «Хьо марша вогӀийла».
- «Яхийта».

## Произведения в других жанрах

### Мелодии, вальсы, гимн
- «Совдатина лерина».
- «Беттаса».
- «Ойла».
- «Марта».
- «БӀаьстенан вальс».
- «Нохчийнчоь»

### Музыка к спектаклям Чечено-Ингушского Республиканского театра кукол
- «Сказка о Белом Мышонке, Рыжем Котенке и верном их друге — Чёрном Щенке», К. Мешков (1975 год).
- «Тайна Старого Дуба», Г. Ладонщиков (1975 год).
- «Храбрый Кикила», Г. Нахуцришвили, Б. Гамрекели (1975 год).
- «Таинственный Гиппопотам», В. Лившиц, Кичанова (1976 год).
- «Горская сказка», С. Чахкиев (1976 год).
- «Чуче», М. Андреев (1976 год).
- «Чинчраквелла» Г. Нухуцришвили (1977 год).
- «Бомба в оазисе Тонго», Я. Ошица (1977 год).
- «По щучьему велению», Е. Тараковская (1977 год).
- «Мальчиш-Кибальчиш», А. Гайдар (1978 год).

### Музыка в мультфильмах
- "Дади берзлой"  — «Суьйре ю тIейогIуш вайна» (основная тема).